# Gemeinde Tržič

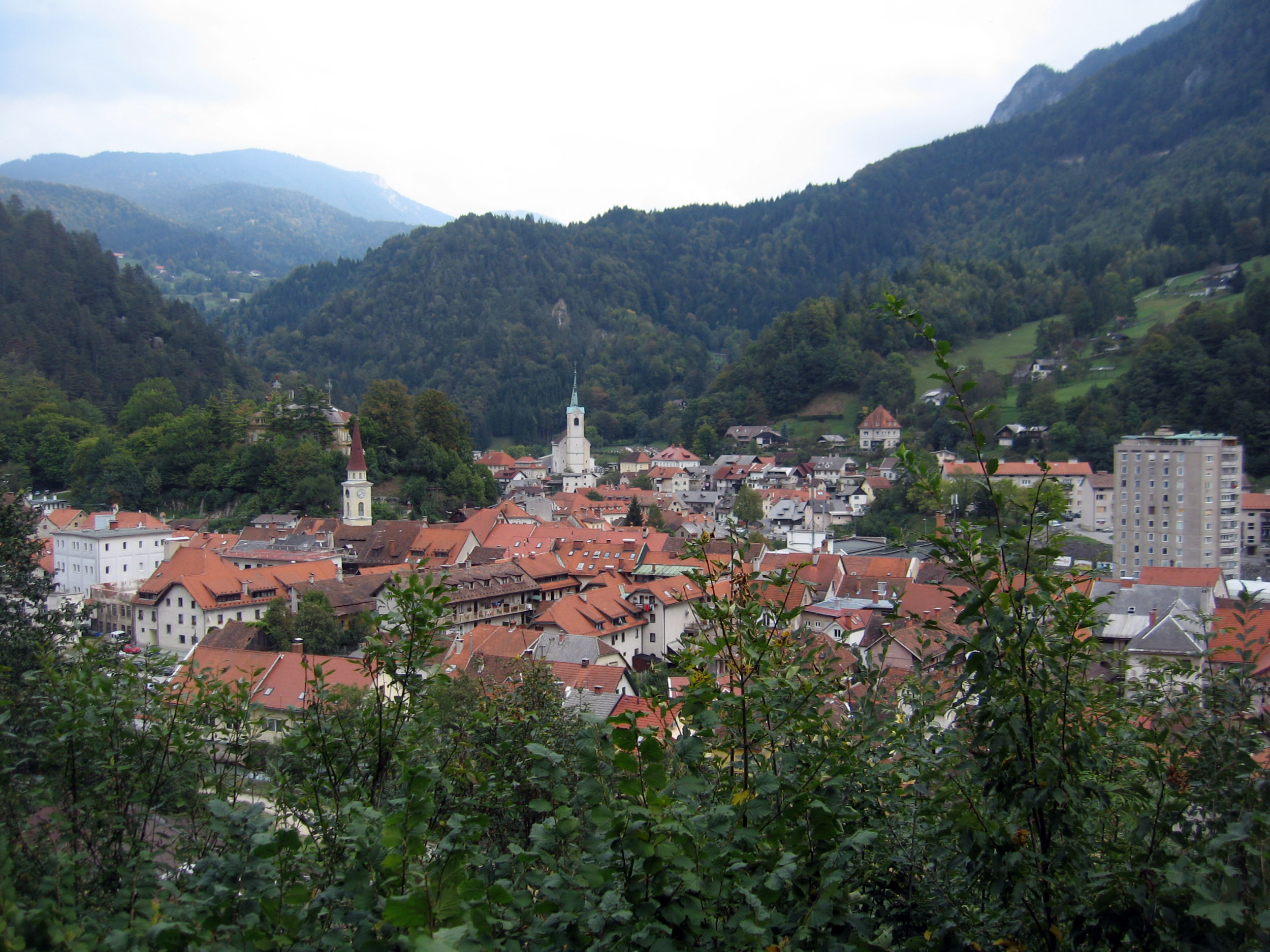
Blick auf Tržič

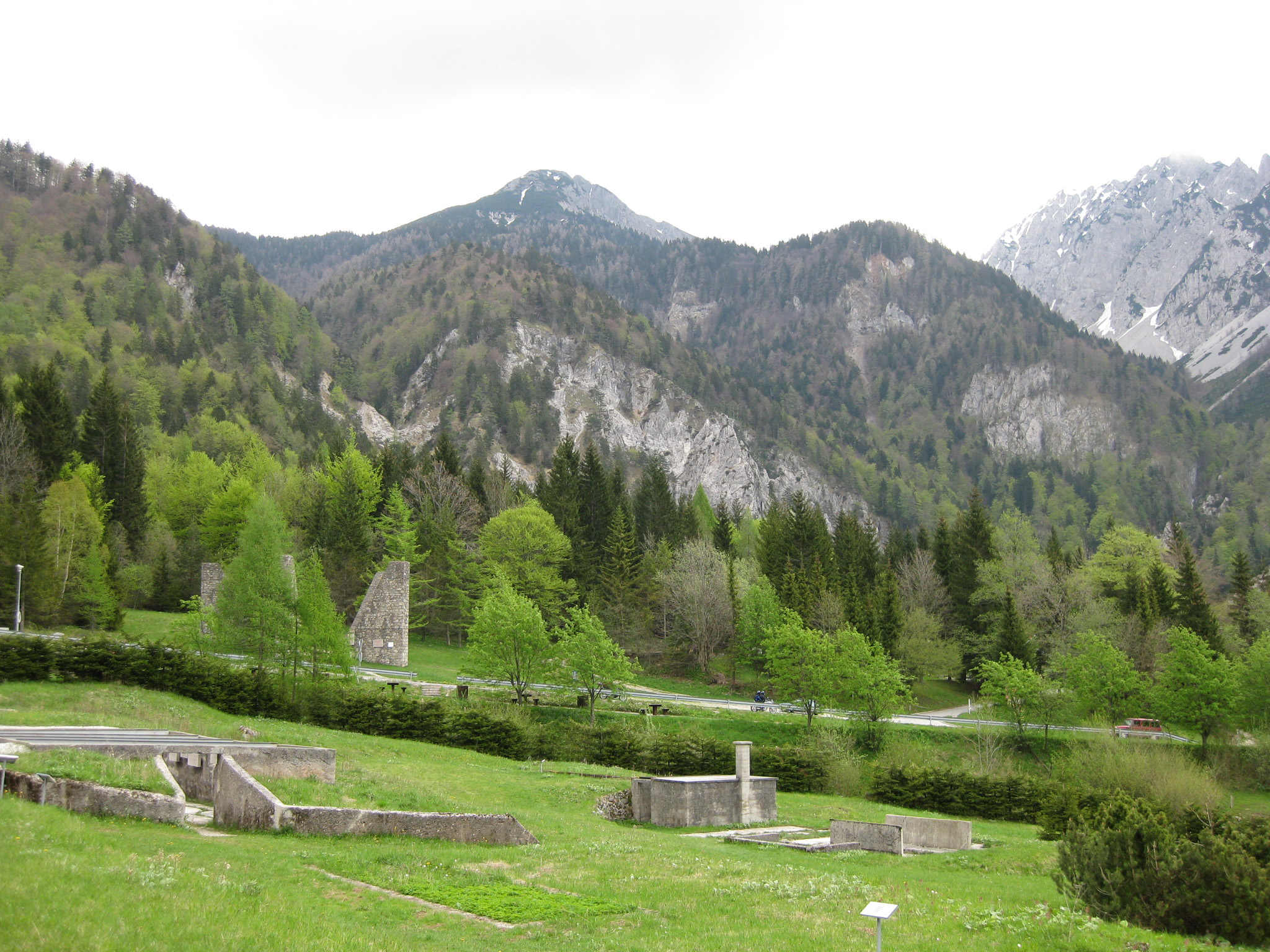
Gedenkstätte KZ Loilb-Süd

Die Gemeinde Tržič (Slowenisch: Občina Tržič) ist eine Gemeinde (Občina) im Nordens Sloweniens. Hauptort und Verwaltungszentrum ist die Stadt Tržič. Das Gemeindegebiet liegt in der historischen Landschaft Oberkrain, heute Region Gorenjska und grenzt im Norden an das österreichische Bundesland Kärnten. Die historisch wichtige, die Karawanken überwindende Straßenverbindung über den Loiblpass (slow. Ljubelj) führt durch das Stadtgebiet.

## Ortschaften der Gemeinde
(in Klammern: historische deutsche Bezeichnung)
- Bistrica pri Tržiču (Feistritz bei Neumarktl)
- Brdo (Egg bei Neumarktl)
- Breg ob Bistrici (Rann)
- Brezje pri Tržiču (Sankt Agnes; auch: Bressiach)
- Čadovlje pri Tržiču (Othschadolach bei Neumarktl)
- Dolina (Thal)
- Gozd (Wald)
- Grahovše (Grahuschach in der Oberkrain)
- Hudi Graben (Bösengraben)
- Hudo (Katzenberg)
- Hušica, (Huschitz)
- Jelendol (Hirschthal in der Oberkrain, auch: Puterhof)
- Kovor (Kaier)
- Križe (Heiligkreuz bei Neumarktl)
- Leše (Leschach)
- Loka (Laak)
- Lom pod Storžičem (Sankt Katharina bei Neumarktl)
- Novake (Neuwach)
- Paloviče (Palowitsch)
- Podljubelj (Sankt Anna bei Neumarktl)
- Popovo (Pfaffendorf)
- Potarje
- Pristava (Gutenberg)
- Retnje (Posthof)
- Ročevnica
- Sebenje (Siebenfeld)
- Senično (Stenitschno)
- Slap (Slapp bei Neumarktl)
- Spodnje Vetrno (Unterfettern)
- Tržič (Neumarktl)
- Vadiče (Waditsch)
- Visoče (Wissotsche)
- Zgornje Vetrno (Oberfettern)
- Zvirče (Swirtschach, älter auch: Zumstein)
- Žiganja vas (Siegersdorf)

## Nachbargemeinden
| Žirovnica  | Österreich                                  |          |
| Radovljica | Kompassrose, die auf Nachbargemeinden zeigt | Jezersko |
|            | Naklo, Kranj                                |          |

## Sehenswürdigkeiten
- Altstadt von Tržič, seit 1985 unter Denkmalschutz.
- Museum Tržič: Leder- und Skimuseum
- Alpine Umgebung mit Skitourenwegen und Wanderwegen
- Gedenkstätte Konzentrationslager Loibl in Podlubelj

## Städtepartnerschaft
Partnerstadt von Tržič ist Sainte-Marie-aux-Mines im französischen Département Haut-Rhin (Elsass).

## Persönlichkeiten
In Tržič geboren
- Adolf Pantz (1826–1879), Verweser und Politiker
- Jože Pogačnik (1902–1980), römisch-katholischer Erzbischof von Ljubljana
- Erwin Musger (1909–1985), österreichischer Flugzeug- und Fahrzeugkonstrukteur
- Jože Šlibar (* 1934), Skispringer
- Miro Oman (1936–2012), Skispringer und Skisprungtrainer
- Berta Ambrož (1944–2003), Sängerin
- Robert Kaštrun (* 1964), Skisportler
- Dejan Jekovec (* 1974), Skispringer
- Robert Meglič (* 1974), Skispringer
- Andrej Jerman (* 1978), Skirennläufer
- Rok Perko (* 1985), Skirennläufer
- Nejka Repinc Zupančič (* 2002), Skispringerin
- Francisca von Strassoldo Grafenberg, die Frau des österreichischen Generals Joseph Radetzky.